# 김종한 (시인)
김종한(金鍾漢, 일본식 이름: 月田茂쓰키타 시게루, 1914년 2월 28일 ~ 1944년 9월 27일)은 한국의 시인이다. 호는 고구려의 재상 을파소의 이름에서 따온 을파소(乙巴素)이다.

## 생애
함경북도 경성 출생이다. 일본에 유학하여 니혼 대학 예술과를 졸업했다.
도쿄에서 시 동인지에서 활동하면서 순수시를 쓰기 시작했다. 1937년 《조선일보》 신춘문예에 민요풍의 순수시인 〈낡은 우물이 있는 풍경〉을 당선시켰다. 1939년 《문장》에 시인 정지용의 추천으로 시를 실으면서 정식 등단하였다.
이후 《인문평론》과 《매일신보》의 기자를 지냈고, 《국민문학》에는 편집인으로 참여했다. 1943년 시집 《수유근지가(垂乳根之歌)》와 《설백집(雪白集))》을 펴냈으나, 이듬해 한국 시를 일본어로 번역하는 작업을 하던 중 31세의 나이에 폐병으로 요절했다.
김종한은 짧은 기간 동안 활동했지만 친일 매체인 매일신보의 기자로 근무한데다 집중적으로 창작 활동에 참여한 기간이 태평양 전쟁 시기와 겹치면서 친일 시를 많이 창작했다. 1940년부터 사망할 때까지 4년 동안 전쟁을 아름다운 낙화에 비유한 〈살구꽃처럼〉(1940) 을 포함한 친일 시 9편과 전사한 군인의 유가족을 찾아가 만난 뒤 쓴 〈영예의 유가족을 찾아서〉(1943) 등 총 22편의 친일 저작물을 발표했다. 2002년 발표된 친일 문학인 42인 명단과 민족문제연구소가 2008년 발표한 친일인명사전 수록예정자 명단 문학 부문에 선정되었으며 친일반민족행위진상규명위원회가 발표한 친일반민족행위 705인 명단에도 포함되었다.
김종한의 시는 속도감, 공간성을 활용한 기교적인 면모와 함께 표현주의적 경향을 보이고 있다. 이념성과 거리를 두면서 섬세한 언어와 민요조의 전통적 정서에 중점을 두는 작풍은 스승인 정지용과 박목월, 박두진이 구성한 청록파와 유사하다. 작가들이 정치적 압박을 받으며 창작한 일제강점기 말기의 친일 시들이 일반적으로 선동성에 치중한 나머지 품격이 떨어지는데 반하여, 김종한의 친일 시는 예술적인 완성도가 높다는 평도 있다.
김종한은 문단의 괴짜로 알려져 있었으며, 소설가 최정희에 대한 끈질긴 구애 사건도 유명하다.

## 참고자료
- 권영민 (2004년 2월 25일). 《한국현대문학대사전》. 서울: 서울대학교출판부. 217쪽쪽. ISBN 89-521-0461-7.